# In My Skin
In My Skin és una sèrie de televisió dramàtica de comèdia britànica escrita per Kayleigh Llewellyn que es va estrenar a BBC Three el 14 d'octubre de 2018. La sèrie va ser encarregada inicialment com a curtmetratge per a BBC Cymru Wales, però més tard va servir com a episodi pilot després que la BBC ordenés In My Skin com a sèrie completa. La sèrie és protagonitzada per Gabrielle Creevy, James Wilbraham, Poppy Lee Friar, Jo Hartley, Aled ap Steffan, Di Botcher, Georgia Furlong i Rhodri Meilir. El març de 2021, In My Skin es va renovar per a una segona i última sèrie, que es va estrenar el 7 de novembre de 2021. La sèrie ha rebut elogis de la crítica, així com nombrosos premis de cerimònies com ara BAFTA Cymru i els premis de programes de televisió de la Royal Television Society. S'ha doblat i subtitulat al català per a FilminCAT. La traducció del doblatge al català va anar a càrrec de Patricia Bautista i l'adaptació, de Francesc Rocamora, que van ser nominats als XII premis ATRAE en la categoria de millor traducció i adaptació per a doblatge en català per a cinema, TV, DVD o plataforma en línia.

## Premissa
In My Skin se centra en l'adolescent gal·lesa Bethan que intenta viure una doble vida mentre compagina la malaltia mental de la seva mare, les amistats i la sexualitat. La seva mare té un trastorn bipolar i està assignada en una sala psiquiàtrica. La Bethan somia a ser escriptora, però estudia en una escola hostil i homòfoba.